# エクソシスト (映画)

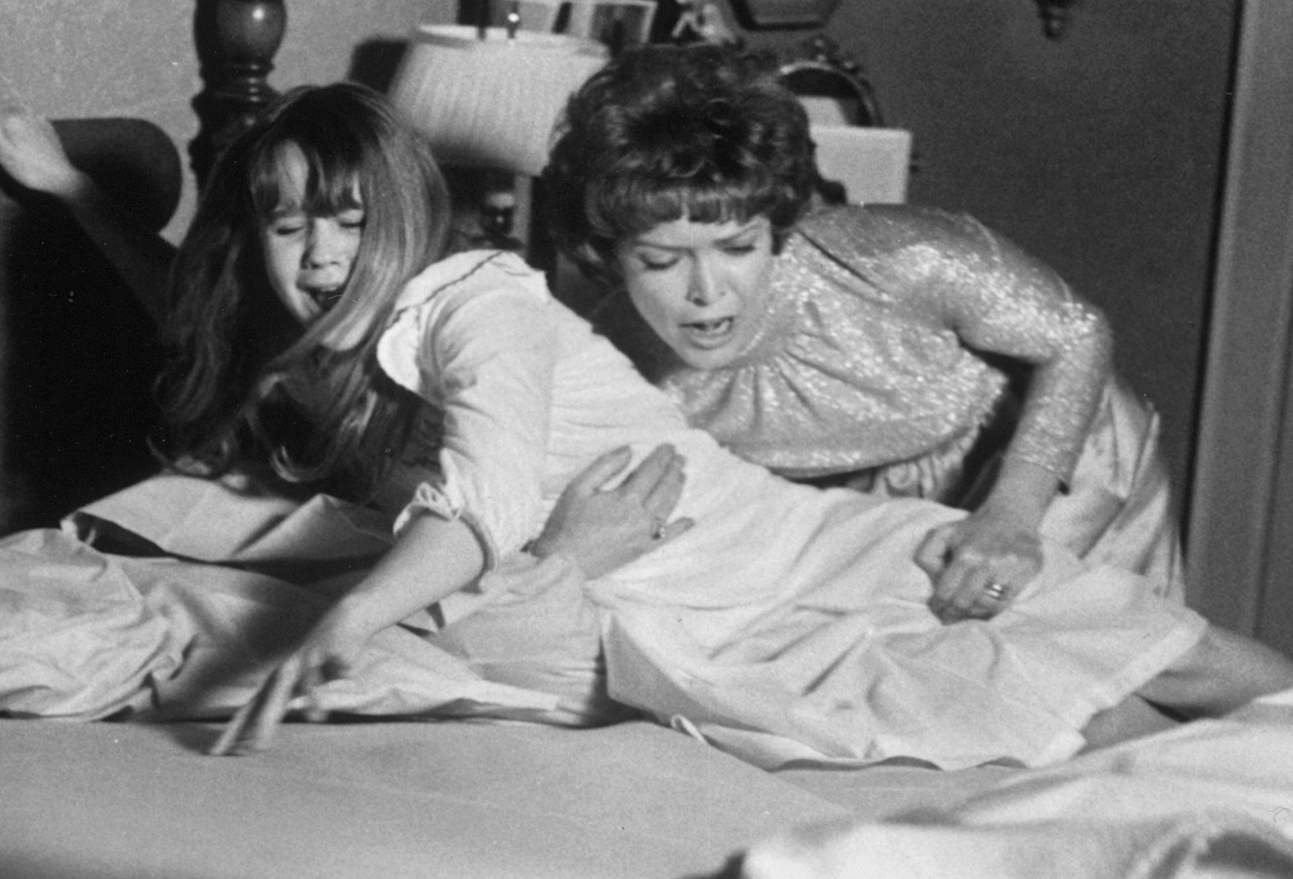
リンダ・ブレア（左）とエレン・バースティン（宣材写真）

『エクソシスト』（The Exorcist）は、1973年のアメリカ合衆国のホラー映画。監督はウィリアム・フリードキン、出演はリンダ・ブレア、エレン・バースティン、ジェイソン・ミラーなど。
少女に憑依した悪魔と、自らの過ちに苦悩する神父の戦いを描いたオカルト映画の代表作であり、その後さまざまな派生作品が制作された。本国において1973年の興業収入1位を記録した。第46回アカデミー賞の脚色賞と音響賞を受賞。
題名となっているエクソシストとは、英語で"悪魔払い（カトリック教会のエクソシスム）の祈祷師"という意味である。

## ストーリー
イラク北部で古代遺跡の発掘調査に参加していたランカスター・メリン神父（マックス・フォン・シドー）は、悪霊パズズの像を発見する。彼は「この邪悪な宿敵と再び対峙する日が近い」と予感する。
女優のクリス・マクニール（エレン・バースティン）は体制側と対峙する若者を描いた学園映画撮影のためにワシントン近郊のジョージタウンに家を借り、一人娘のリーガン（リンダ・ブレア）と幸せに暮らしている。
同じくジョージタウンに住むデミアン・カラス神父（ジェイソン・ミラー）は時おりニューヨークに住む母親のもとを訪れている。ギリシャからの移民である母親は小さなアパートで日がなラジオのギリシャ音楽を聴いて過ごしている。
教会の援助で一流大学で学んだカラス神父は、貧しく孤独に暮らしている母に申し訳なさを感じる。プラグマティストの精神科医であるカラスは、医者として稼げば母に楽をさせられるが、現実には清貧の誓いに縛られ赴任地も遠く、母の世話もできない身の上だった。身体を鍛える一方で、神父の仕事にやり甲斐を持てず悩むカラス神父。やがて母は体調が悪化して入院する。設備の整った私立病院に移したいと思ってもその費用がない。病院に押し込められたと嘆いたまま母は死に、カラスはさらに自分を責める。
クリスの家では屋根裏から不気味な音が聞こえるようになるが原因がわからない。やがてリーガンの行動に異変が現れる。ベッドが激しく揺れだし、リーガンの部屋だけが異常に寒いなど謎の現象も起こるようになる。また、近くの教会ではマリア像を冒涜する事件が起きた。
リーガンは病院でさまざまな検査を受ける。検査機器を付けられ血液を抜かれ、酷な体験をするがそれでも異常を見つけることは出来ない。臨床検査でリーガンはカウンセリングをする精神科医に暴力を振い罵り始めるが、その声は少女のものではなかった。
マクニール家の周辺ではさらに異変が起き、クリスの友人である映画監督のバーク・デニングズ（ジャック・マッゴーラン）が、マクニール家の裏手に位置する階段で転落死した。首が180度ねじ曲げられたデニングズの死に様に疑問を抱いたキンダーマン警部補（リー・Ｊ・コッブ）は、怪死事件と教会の冒涜事件の関連を調べるためにカラスに会う。
リーガンに対する治療方法が見つからない病院の医師のひとりがクリスに対して、荒療治のひとつとして〈悪魔払い〉を提案する。患者が「自分は悪魔に取り憑かれた」と信じている場合、それによって心が平静を取り戻すこともあるというのがその理由だった。
リーガンの異常はますますエスカレートし、十字架で自慰行為をし、止めに入ったクリスを殴りつけると、首を180度後ろに向け、デニングズの声を使って嘲笑った。
リーガンが悪魔に憑りつかれたと確信したクリスは、知人のダイアー神父を通じてカラスにコンタクトをとり、悪魔払いを依頼する。当初は悪魔憑きに否定的なカラスであったが、何度もクリスの家を訪れてリーガンの異常な姿を目にする。だがカラスの心を揺さぶったのは醜悪な姿になった少女の皮膚に浮かび上がる、助けて欲しいとのメッセージだった。助けを望む少女の真意を確信し、彼は悪魔払いの儀式を行うことを決意、大司教に許可を求める。儀式の責任者には悪魔払いの経験のあるメリンが選ばれた。
霧の立ちこめる夜、クリス宅を訪れたメリンはカラスを従えてリーガンから悪魔を取り払う儀式に臨む。二人の神父は祈りの声を少女に掛け続け、悪魔も、また抗い神父たちの動揺を誘い緊張が続く。リーガンが苦しむ様子にカラスは心を痛めるが、メリンは「悪魔は我々に人間が救うべき存在ではないと思わせようとしている」のであり最後まで諦めないように励ます。
しかし、戦いの途中でメリンは持病の心臓病の発作を起こして急死してしまう。一人残されたカラスは、ほくそ笑むリーガンを殴りつけ、悪魔を自分の身体に乗り移らせた上で窓から飛び降りる。少女を救った代償に死が間近に迫ったカラスのもとに駆けつけた友人のダイアー神父は、罪の赦しと神の恵みを願い、若き神父は生を終えた。
ジョージタウンを離れるクリス親子を見送りに来たダイアーは、健康になったリーガンは異常な体験の記憶を無くしていると知る。お別れの挨拶をするリーガンは神父の襟カラーを見ると、彼を強く抱きしめるのだった。

## キャスト
| 役名                             | 俳優                         | 日本語吹替          | 日本語吹替                                                                       | 日本語吹替                                               |
| 役名                             | 俳優                         | 劇場公開版          | 劇場公開版                                                                       | ディレクターズ・カット版                                 |
| 役名                             | 俳優                         | TBS版               | 日本テレビ版                                                                     | ソフト版                                                 |
| -------------------------------- | ---------------------------- | ------------------- | -------------------------------------------------------------------------------- | -------------------------------------------------------- |
| リーガン・マクニール             | リンダ・ブレア               | 冨永みーな          | かないみか                                                                       | 柚木涼香                                                 |
| クリス・マクニール               | エレン・バースティン         | 中西妙子            | 藤田淑子                                                                         | 竹村叔子                                                 |
| デミアン・カラス神父             | ジェイソン・ミラー           | 岸田森              | てらそままさき                                                                   | 菅生隆之                                                 |
| ランカスター・メリン神父         | マックス・フォン・シドー     | 松村彦次郎          | 久米明                                                                           | 石森達幸                                                 |
| キンダーマン警部                 | リー・J・コッブ              | 宮川洋一            | 大塚周夫                                                                         | 有本欽隆                                                 |
| ジョセフ・“ジョー”・ダイアー神父 | ウィリアム・オマリー         |                     | 岩崎ひろし                                                                       | 岩崎ひろし                                               |
| シャロン・スペンサー             | キティ・ウィン               | 信澤三惠子          | 弓場沙織                                                                         | 大坂史子                                                 |
| バーク・デニングズ               | ジャック・マッゴーラン       | 阪脩                | 原康義                                                                           | 牛山茂                                                   |
| サミュエル・クライン医師         | バートン・ヘイマン           |                     | 納谷六朗                                                                         | 伊藤和晃                                                 |
| カール                           | ルドルフ・シュンドラー       | 松岡文雄            | 松井範雄                                                                         | 小山武宏                                                 |
| ウィリー                         | ジーナ・ペトルーシュカ       | 沼波輝枝            | 斉藤昌                                                                           | 火野カチ子                                               |
| タニー医師                       | ロバート・シモンズ           |                     | 小山武宏                                                                         | 手塚秀彰                                                 |
| チャック                         | ロン・フェーバー             |                     | 秋元羊介                                                                         | 宗矢樹頼                                                 |
| メアリー・カラス                 | バシリキ・マリアロス         |                     | 麻生美代子                                                                       | 磯辺万沙子                                               |
| 悪魔の声                         | マーセデス・マッケンブリッジ | 飯塚昭三            | 石塚運昇                                                                         | 磯辺万沙子                                               |
| その他                           |                              | 金尾哲夫 大方斐紗子 | 後藤哲夫 佐々木敏 小島敏彦 坪井智浩 伊藤和晃 小野塚貴志 重松朋 倉持良子 斉藤恵理 | 長克巳 岩田安生 星野充昭 紗ゆり 西宏子 緒方文興 丸山純路 |
| 日本語版制作スタッフ             |                              |                     |                                                                                  |                                                          |
| 演出                             |                              | 中野寛次            | 佐藤敏夫                                                                         | 岩浪美和                                                 |
| 翻訳                             | 高瀬鎮夫（字幕）             | 佐藤一公            | 佐藤一公                                                                         | 久保喜昭                                                 |
| 調整                             |                              |                     | 高久孝雄                                                                         | 菊地一之                                                 |
| 録音                             |                              |                     |                                                                                  | 菊地一之                                                 |
| 効果                             |                              |                     | サウンドボックス                                                                 |                                                          |
| プロデューサー                   |                              | 熊谷国雄            |                                                                                  | 米屋林太郎 尾谷アイコ                                    |
| 制作                             |                              | 東北新社 TBS        | 東北新社                                                                         | ワーナー・ホーム・ビデオ プロセンスタジオ                |

- TBS版 - 初回放送：1980年3月31日『月曜ロードショー』21:02-23:25
- 日本テレビ - 初回放送：2001年12月28日『金曜ロードショー』21:03-23:19 ※BDの劇場公開版本編に収録[注 1]。
- ソフト版 - ディレクターズ・カット版に収録。

## スタッフ
- 監督： ウィリアム・フリードキン
- 原作・脚本・製作：ウィリアム・ピーター・ブラッティ
- 製作補：デイヴィッド・サルヴェン
- 製作総指揮：ノエル・マーシャル
- テーマ曲：「チューブラー・ベルズ」（マイク・オールドフィールド）
- 追加音楽：ジャック・ニッチェ
- 撮影：オーウェン・ロイズマン、ビリー・ウィリアムズ（イラク担当）

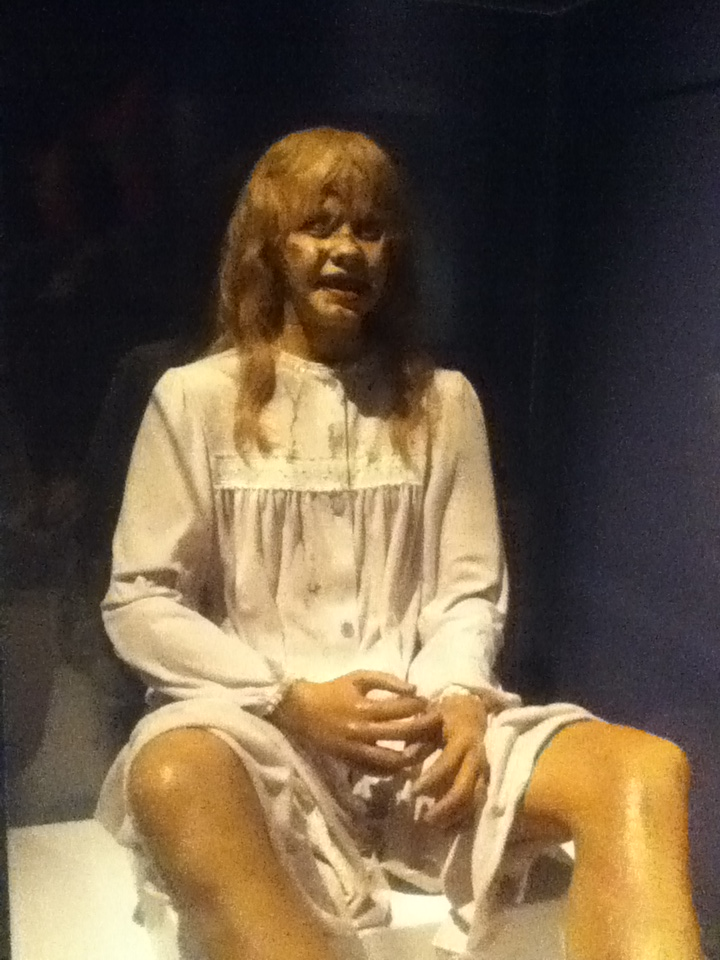
映画に使用された人形

- 特殊メイク：ディック・スミス
- 特殊効果：マルセル・ヴェルコテレ
- タイトル・デザイン：ダン・ペリ

日本語版
- 字幕：高瀬鎮夫

| -                   | TBS版    | 日本テレビ版     | ソフト版                                  |
| ------------------- | -------- | ---------------- | ----------------------------------------- |
| 演出                | 中野寛次 | 佐藤敏夫         | 岩浪美和                                  |
| 翻訳                | 佐藤一公 | 佐藤一公         | 久保喜昭                                  |
| 調整                |          | 高久孝雄         | 菊池一之                                  |
| 効果                |          | サウンドボックス |                                           |
| 担当 プロデューサー | 熊谷国雄 |                  | 米屋林太郎 尾谷アイコ                     |
| 制作                | 東北新社 | 東北新社         | プロセンスタジオ ワーナー・ホーム・ビデオ |

## 受賞とノミネート
| 賞                   | 部門                 | 候補者                                                                        | 結果       |
| -------------------- | -------------------- | ----------------------------------------------------------------------------- | ---------- |
| アカデミー賞         | 作品賞               | ウィリアム・ピーター・ブラッティ                                              | ノミネート |
| アカデミー賞         | 監督賞               | ウィリアム・フリードキン                                                      | ノミネート |
| アカデミー賞         | 主演女優賞           | エレン・バースティン                                                          | ノミネート |
| アカデミー賞         | 助演男優賞           | ジェイソン・ミラー                                                            | ノミネート |
| アカデミー賞         | 助演女優賞           | リンダ・ブレア                                                                | ノミネート |
| アカデミー賞         | 脚色賞               | ウィリアム・ピーター・ブラッティ                                              | 受賞       |
| アカデミー賞         | 撮影賞               | オーウェン・ロイズマン                                                        | ノミネート |
| アカデミー賞         | 編集賞               | ノーマン・ゲイ バド・スミス ジョーダン・レオンドポウロス エヴァン・ロットマン | ノミネート |
| アカデミー賞         | 音響賞               | クリス・ニューマン ロバート・ニュードスン                                     | 受賞       |
| アカデミー賞         | 美術賞               | ビル・マーレイ ジェリー・ウンダーリヒ                                         | ノミネート |
| ゴールデングローブ賞 | 作品賞（ドラマ部門） | --                                                                            | 受賞       |
| ゴールデングローブ賞 | 監督賞               | ウィリアム・フリードキン                                                      | 受賞       |
| ゴールデングローブ賞 | 主演女優賞           | エレン・バースティン                                                          | ノミネート |
| ゴールデングローブ賞 | 助演男優賞           | マックス・フォン・シドー                                                      | ノミネート |
| ゴールデングローブ賞 | 助演女優賞           | リンダ・ブレア                                                                | 受賞       |
| ゴールデングローブ賞 | 脚本賞               | ウィリアム・ピーター・ブラッティ                                              | 受賞       |
| ゴールデングローブ賞 | 新人女優賞           | リンダ・ブレア                                                                | ノミネート |

## 背景
脚本を書いたウィリアム・ピーター・ブラッティは、1949年アメリカ合衆国メリーランド州マウント・レイニアで起こった悪魔憑依事件を新聞で知り長らく小説にしたいと思っていたが、当時の関係聖職者らに取材を試みたものの箝口令が出ているとのことで取材できなかったため、結局この作品を当時の新聞記事をもとに自身の感覚で書いたという。なお、このメリーランドの悪魔憑き事件は少年が憑依されたという事件で、その後の調査研究が進むに連れ、空中浮揚等の超常現象のようなことを実際に目撃した者は居ず、当の聖職者の証言からも悪魔払い中にそのようなことはなかったことが今日では明らかになっている。そのため実際の事件の少年は単に悪戯好きの子どもで、教会が信徒獲得の手段として宣伝したものではないかとの見方もある。
また、作品の内容について、ポーランドの小説家ヤロスワフ・イヴァシュキェヴィッチが17世紀フランスの小都市ルーダンのウルスラ会修道院で起った悪魔憑き事件を舞台をポーランドに置き換えて描いた短編小説（1946年）と同小説を同国の映画監督イェジー・カヴァレロヴィチが映画化した作品（1961年）である『尼僧ヨアンナ』や、やはりこの17世紀フランスの悪魔憑き事件を詳細に調べたとするアメリカの作家オルダス・ハクスリーの著述『ルーダンの悪魔』（1952年）との関係性がよく指摘される。ハクスリーは悪魔憑きとなった尼僧院長ジャンヌ・デ・サンジュの自伝を偶然に古書店で発見したことで興味を持ち、資料・研究書を集め出し、1942年頃『ルーダンの悪魔』を着想、徹底的な調査の上で上梓したものとされ、そのためハクスリー自身は歴史小説としているが、いわば実録になぞらえる捉え方もある。この『ルーダンの悪魔』は60年代、70年代の全ての悪魔祓い映画に影響を与えたとされている。
様々な資料を渉猟したハクスリーは、神秘主義の研究家であり、日本人では鈴木大拙との交流があったことでも知られる。映画『エクソシスト』において、憑依された人物が空中に浮揚すること、悪魔が周囲の人物に揺さぶりをかける為に彼らの罪業を暴くこと、悪魔が最初は正体が明らかでないものの正体が分かることによって真に悪魔を祓えるといったことが重要なモチーフとなっているが、同様のモチーフが日本の怪談『累が淵』の元となった江戸時代の僧侶祐天の怨霊祓いを伝えたとされる『死霊解脱物語聞書』（1690年）において既にほぼ同様な形で見られる。映画『エクソシスト』において脚本家ブラッティが下敷きにしたレイニアの事件で起きたとされる現象と『死霊解脱物語聞書』中の憑依された少女に起きた状態の共通性を、脳炎の症状として理解しようとする試論もある。しかし管見の限り、空中浮揚といった超常的な現象の発生や物語モチーフの共通性について、『死霊解脱物語聞書』とこれら映画『エクソシスト』・小説『ルーダンの悪魔』との関係性について考察したものは見当たらない。

## 備考

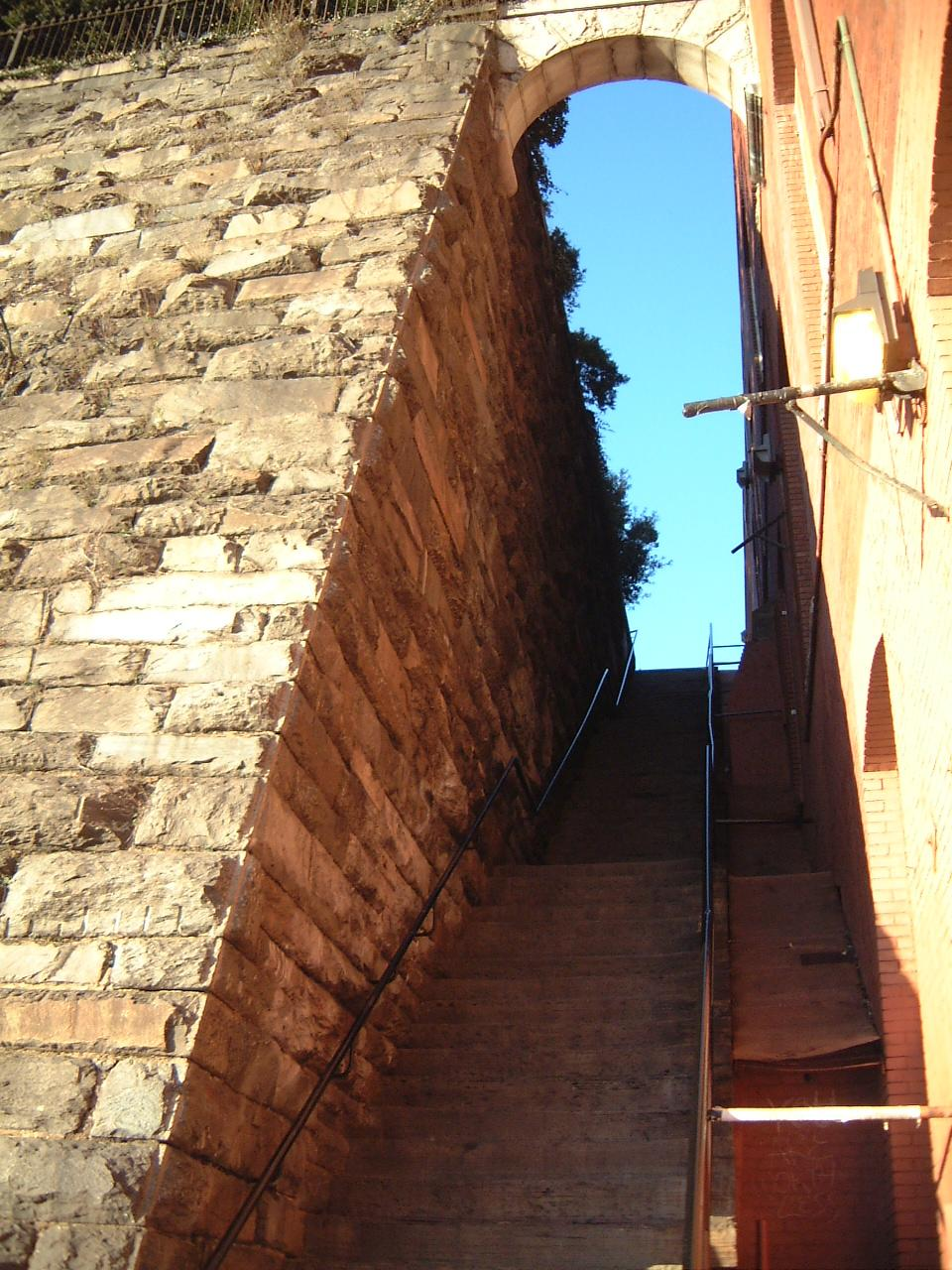
ジョージタウンのエクソシスト・ステップス

- クリスがワシントンD.C.近郊のジョージタウンに借りる家はプロスペクト・ストリートと36番ストリートにある家である。映画と同じく、その近くに「エクソシスト・ステップス」とのちに呼ばれた階段がある。
- ウィリアム・ピーター・ブラッティらの意に反して「悪魔の勝利を描いた映画」とする見方が広まったため、数度にわたってエンディングの変更が検討された。しかし、予算の関係から、内容の変更は25周年記念版まで持ち越された。25周年記念版は1998年10月に公開された。当初撮影されていた、キンダーマン刑事とダイアー神父のその後の交流を感じさせるような、暖かみのあるエンディングが復活。なお、この2人の友情はブラッティ自身がメガホンを取った完結編『エクソシスト3』に引き継がれている。
- 国交のないイラクでの撮影は極めて稀なケースだったが、血糊の作り方を教えることと引き換えに撮影許可を得た。
- 初公開時、テレビ伝道師により「悪魔が映画のフィルムを形作っている」とされた。また映画の話題作りのため、フリードキンが撮影中の事故を誇張してマスコミに語ったため、噂が一人歩きする結果となった。西ドイツ（当時）やイギリスでは、上映後に発生した事件と映画との関連が取りざたされた。
- ポスターでも有名になった、メリン神父がクリスの家を訪ねるシーンは、ルネ・マグリットの絵画「光の帝国（The Empire of Light）」をイメージして撮られた。
- 言語研究所のドアの上に赤い字で「TASUKETE」（日本語の「助けて」と思われる）と書かれた横断幕が貼られていることが、公開時に雑誌『ロードショー』などで取り上げられて話題となった。この後、映画では少女の腹に「HELP ME」の文字が現れるシーンが出て来る。
- 映画に出演したトマス・バーミンガム神父は、脚本のブラッティと旧知の仲で、本作品のテクニカル・アドバイザーも務めた。
- フリードキンはテーマ音楽を担当したラロ・シフリンが制作したデモテープを[9]、彼の家族の見ている前で投げつけ、彼を解雇した。その後、マイク・オールドフィールドの「チューブラー・ベルズ」を採用した。映画のスコアはジャック・ニッチェに交替した。
- フリードキンは演出の際、45口径の拳銃やショットガンを持ち出し、ジェイソン・ミラーなどに過剰な演技指導をしていた。また演技経験のないダイアー神父役のウィリアム・オマリーが瀕死のカラス神父に告解を与えるシーンでは、感情を引き出すため、本番直前にオマリーの頬を平手打ちし、その動揺した姿のままで迫真の演技をさせた。
- スタンリー・キューブリックが本作の監督を熱望したが、スタジオ側は撮影に時間がかかることを危惧し、拒絶した。
- ポール・ニューマンやジャック・ニコルソンなどが、カラス神父の役を希望していたが、フリードキンは比較的有名ではない俳優を希望したため、採用されなかった。
- クリス・マクニール役は、ジェーン・フォンダ、アン・バンクロフト、シャーリー・マクレーン、オードリー・ヘプバーンが候補にあがっていた。
- リーガンに取り憑いた悪魔に最初に殺される映画監督のバーク・デニングズを演じたジャック・マッゴーランは本作が遺作となった。
- リーガンが作中に行った、背面での四つ足で歩く姿は「スパイダーウォーク」と呼ばれ、ファンや映画関係者からは伝説と言われるようになった。[10][11]

## 関連作品

### 小説
- 『エクソシスト』（宇野利泰：訳,新潮社,1973年。東京創元社・創元推理文庫,1999年 ISBN 978-4-488-58201-2）

ブラッティが著した小説。1971年

### 映画
- エクソシスト2（EXORCIST II: THE HERETIC 1977年）

フリードキンが製作したエクソシストの続編。監督はジョン・ブアマン。リーガンのその後を映画オリジナルで描いた作品。前作の事件を調査するラモント神父（リチャード・バートン）は、リーガン（リンダ・ブレア）にまだ悪魔が憑いていることを突き止める。ホラーというよりはSFに近い作りで、今なお賛否両論分かれる作品。絶賛派の代表として都筑道夫の「この数年間でただ一度、終わったとたんに、思わず、拍手してしまった映画」（集英社文庫ほか「サタデー・ナイト・ムービー」）の一文があるが、都筑は同書で正編を「わかりやすいのだけがとりえ」と一蹴しており、2本の映画で党派が分かれる傾向の一例ともなっている。
- エクソシスト3（THE EXORCIST III 1990年）

ブラッティの小説Legionを原作とした作品。原作者のブラッティが前作の『エクソシスト2』の出来に怒り3作目を制作した。前作までの制作会社であったワーナー・ブラザースへの不信感から、20世紀フォックス社へ企画を持ち込んでまでの実質的な『エクソシスト』の続編であった。当初ブラッティ自身は「『エクソシスト』の続編」としての公開を嫌がったが、自らが製作・脚本・監督の主要3職を兼任する事で合意。ブラッティの目が行き届いた「『エクソシスト』の正当な完結編」として制作された。第1作の脇役キンダーマン刑事を主人公に、悪魔によって連続殺人鬼の魂を体に押し込まれたまま蘇生していたカラス神父との最後の戦いを描く。作風は、当時珍しかったサイコスリラーの体裁をとっており、このジャンルのはしりとなった。キンダーマンにジョージ・C・スコット。カラスは第1作と同じくジェイソン・ミラー。日本の映画監督、黒沢清が非常に影響を受けた作品として絶賛している。
- エクソシスト ディレクターズカット版（The Exorcist: The Version You've Never Seen 2000年）

エクソシスト公開25周年を記念して、公開時にラッシュ版からカットされた15分ほどのシーンを追加した作品(134分）。リーガンがブリッジ姿勢で歩く蜘蛛歩きのシーンが一部復活し、話題を呼んだ。
当初日本公開が2000年10月7日の予定であったが、公開数日前に突如としてワーナーブラザースが公開延期を発表（アメリカ本国では2000年9月22日に公開済）。その後、公開日の調整を経て同年11月23日に日本公開した。公開延期の理由としてワーナーブラザースは「編集を加えるため」と発表したが、公開直前の延期という異例の対応にインターネット上では「話題作りを狙ったものだ」など諸説噂が飛び交う事態となった。
- エクソシスト ビギニング（EXORCiST: THE BEGiNNiNG 2004年）

エクソシストに登場したメリン神父を主人公にした、エクソシスト 信じる者シリーズの第4作。
- エクソシストの謎（La Casa 4：Witchcraft 1988年）

リンダ・ブレア出演のホラーだが、シリーズとは無関係の作品。
- エクソシスト・トゥルーストーリー (POSESSED)

メリーランド悪魔憑依事件を基にした作品だが、シリーズとは別の作品。
- 裸の十字架を持つ男/エクソシストフォーエバー （Repossessed）

レスリー・ニールセンが主演の同作品のパロディ作品。しかしただのパロディではなく、悪魔に取り憑かれる同役でリンダ・ブレア本人が出演している。
- エクソシスト3（THE EXORCIST NO.2）

イタリアで製作された作品。原題は“EXORCIST　No.2”であり、日本でビデオリリースされた際に邦題として3がつけられた。『エクソシスト2』の同年に製作された、2匹目のドジョウを狙った作品であり、後年公開されたナンバリングタイトルとしての『エクソシスト3』とは、全く別の映画である。
- エクソシスト 信じる者（The Exorcist: Believer 2023年）

オリジナル映画の直接の続編、シリーズの第5作

### テレビドラマ

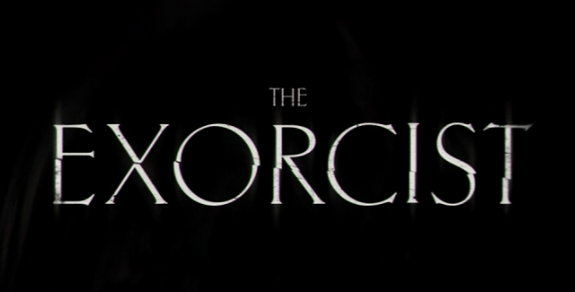
テレビ版ロゴ

### オリジナル サウンド トラック
エクソシスト
1998年8月10日にWMJより発売。
★曲目
- イラクの遺跡
- ジョージタウン/チューブラー・ベルズ
- 管弦楽の為の5つの小品  (作品10番）
- 多重人格
- 管楽四重奏曲 (1960年版）
- ウインドハーブ
- ナイト･オブ･ザ･エレクトリック･インセクツ
- オーケストラとテープの為のカノン
- チューブラー・ベルズ
- 弦楽の為のファンタジー

音楽：クリストフ・ペンデレツキ、マイク・オールドフィールド、他